# Frank Buchser
Franz Buchser, později Frank Buchser (15. srpna 1828 Feldbrunnen-St. Niklaus – 22. listopadu 1890 Solothurn), byl švýcarský realistický malíř, autor více než tisícovky olejomaleb.
Narodil se v Solothurnském kantonu jako syn zámožného sedláka a hostinského. Začal se učit výrobcem hudebních nástrojů, avšak mistr ho vyhnal, neboť Buchser svedl jeho dceru. Navštěvoval pak lekce kreslení u Heinricha von Arxe. 
V roce 1847 odešel do Říma, kde sloužil ve Švýcarské gardě, ale za revoluce se přidal ke Garibaldimu. Výtvarné vzdělání zákal na Accademia di San Luca a na antverpské Akademii, jeho uměleckým vzorem se stal Gustave Courbet. V roce 1858 navštívil Maroko a Alžírsko, díky obrazům z této cesty se zařadil k významným představitelům orientalismu. V Londýně připravoval výstavu švýcarského umění v rámci Světové výstavy 1862. Po návratu do vlasti krátce působil jako starosta rodného Feldbrunnenu. Byl také členem zednářské lóže.
V letech 1866 až 1871 Buchser pobýval ve Spojených státech amerických, kde si poangličtil jméno na Frank. Navštívil bojiště občanské války a vytvořil portréty prezidenta Andrewa Johnsona i generála Roberta Leea. Byl také jedním z prvních výtvarníků, kteří bez rasistických předsudků zobrazovali běžný život černošských obyvatel USA.
Byl zakládajícím členem Švýcarské společnosti malířů a sochařů, zasedal také v Eidgenössische Kunstkommission. Jeho žákem byl Cuno Amiet. Velkou kolekci Buchserových obrazů vlastní Umělecké muzeum Basilej a Bruno Moll o něm v roce 2019 natočil životopisný dokumentární film.

## Galerie

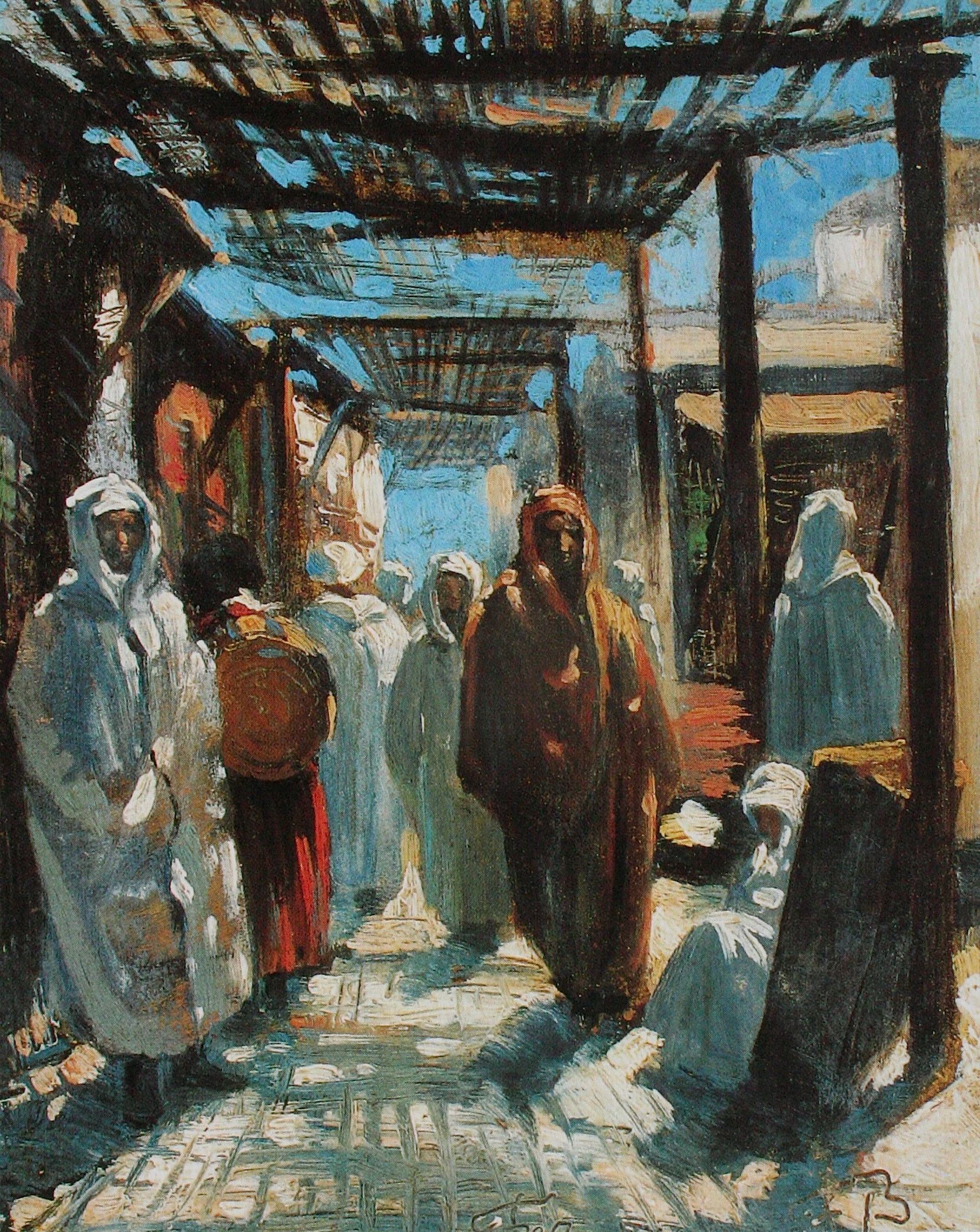
Ulička ve Fezu
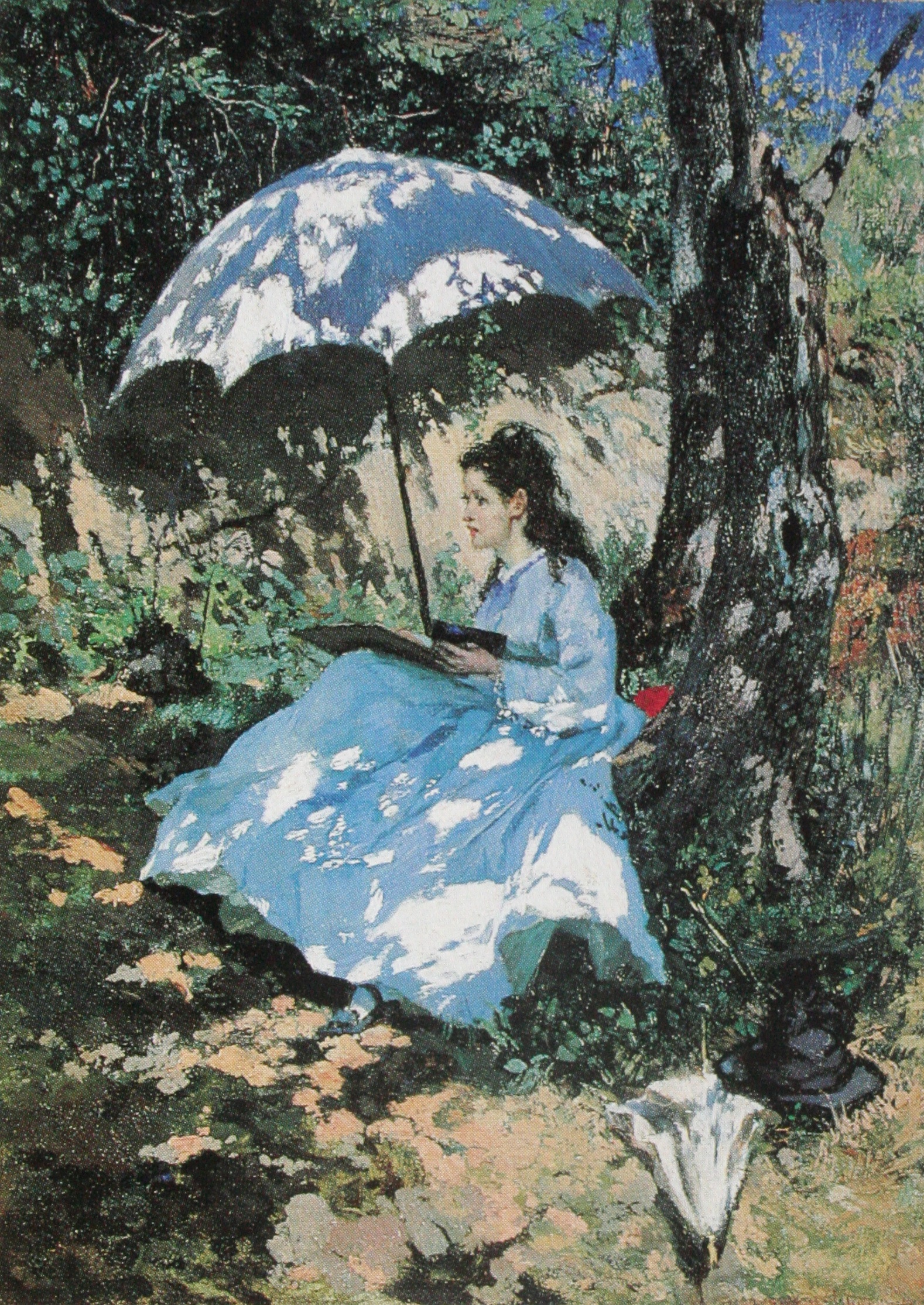
Malířka ve slunečním svitu
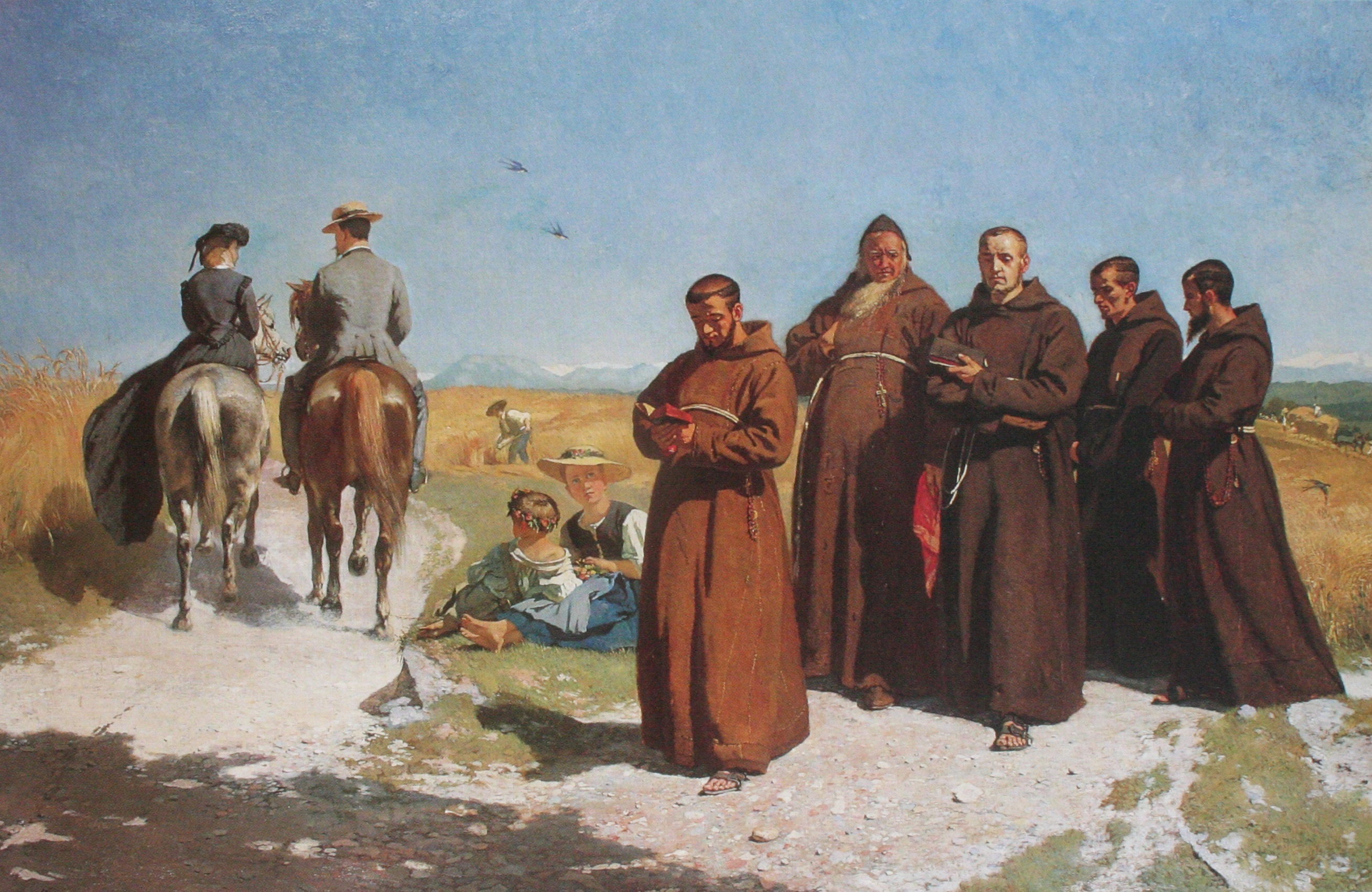
Askeze a užívání života
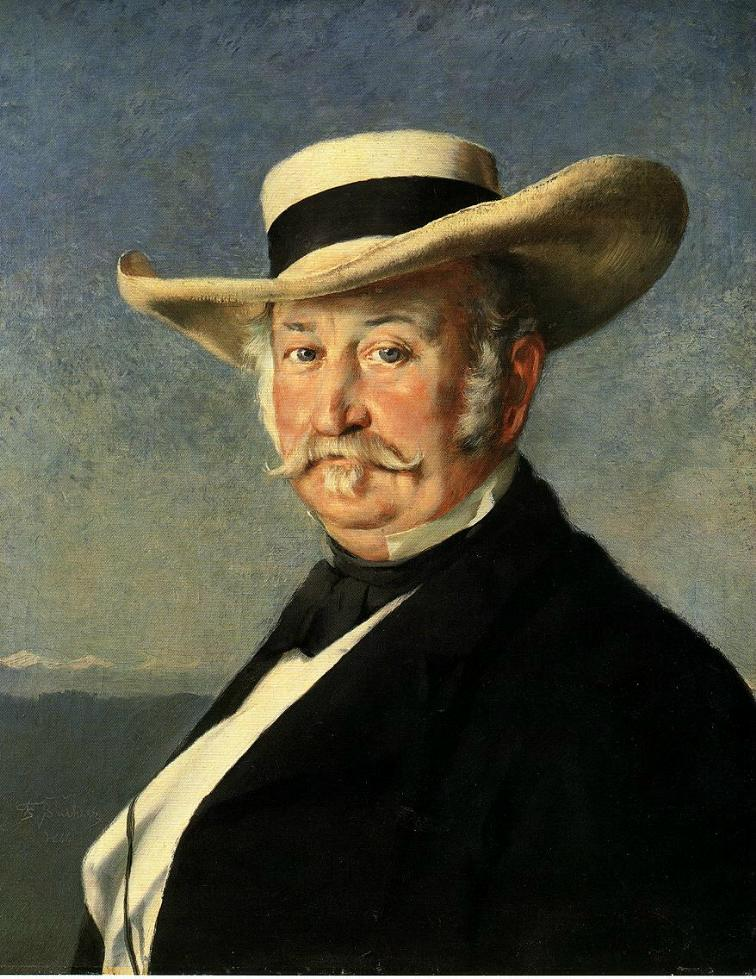
John Sutter
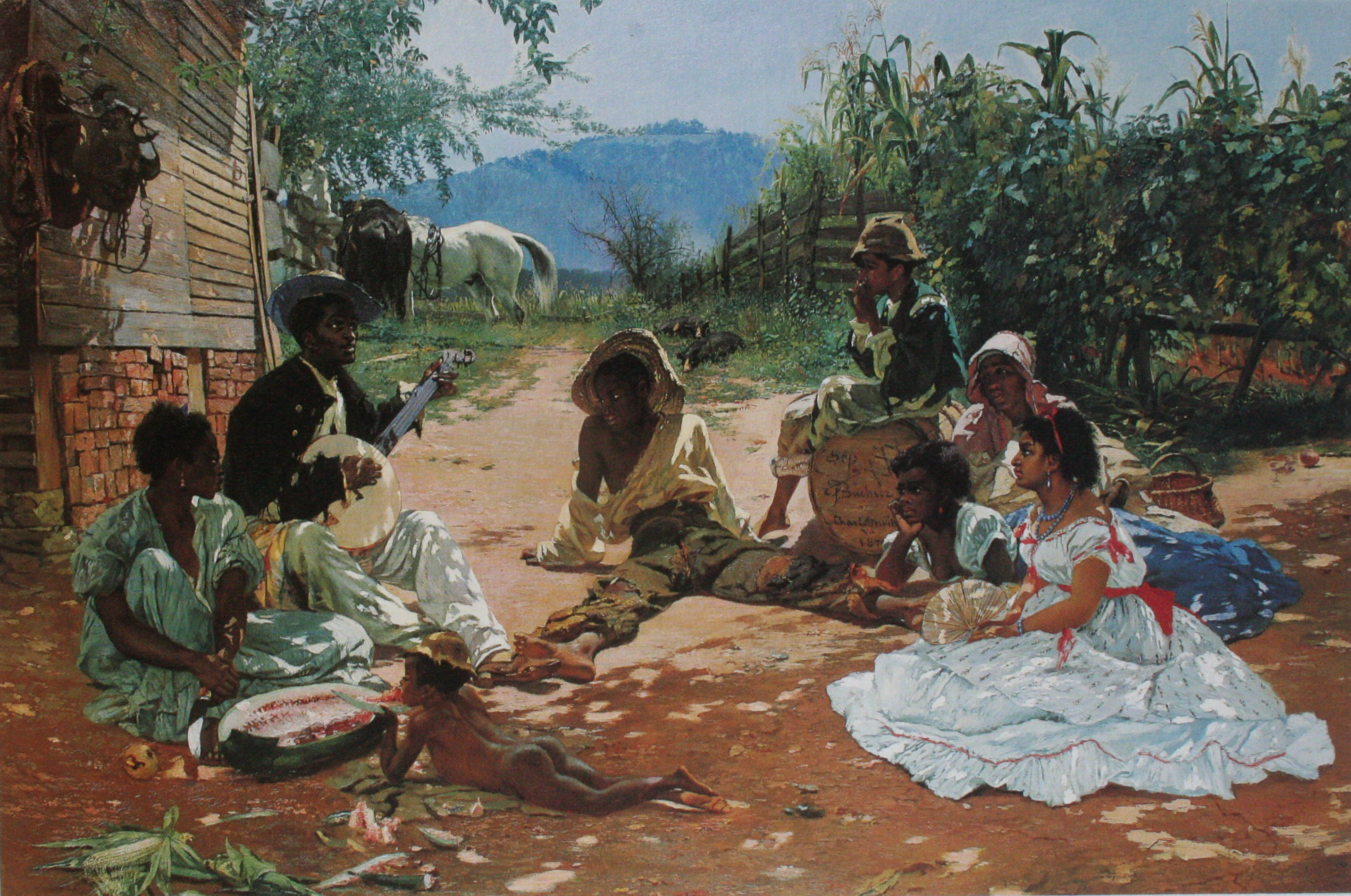
Píseň Mary Blane
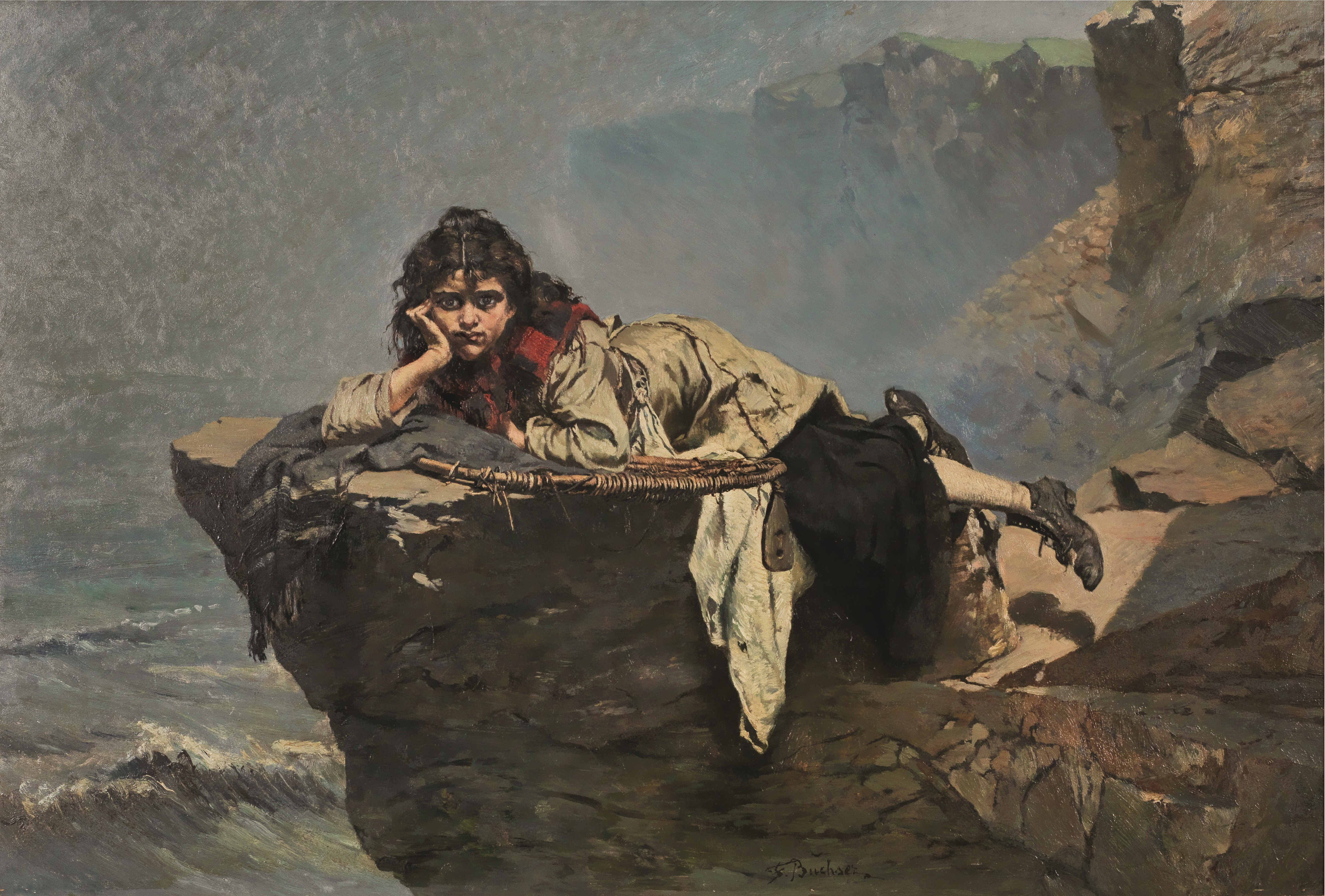
Odříznuta přílivem
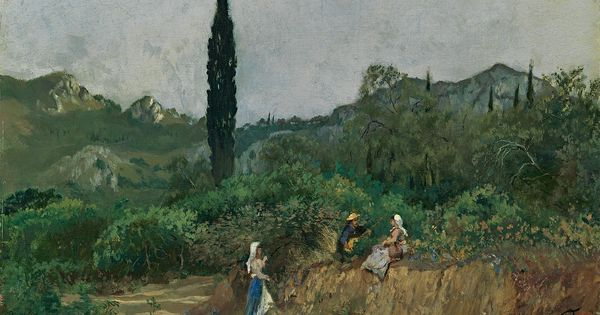
Olivový háj v Olympii
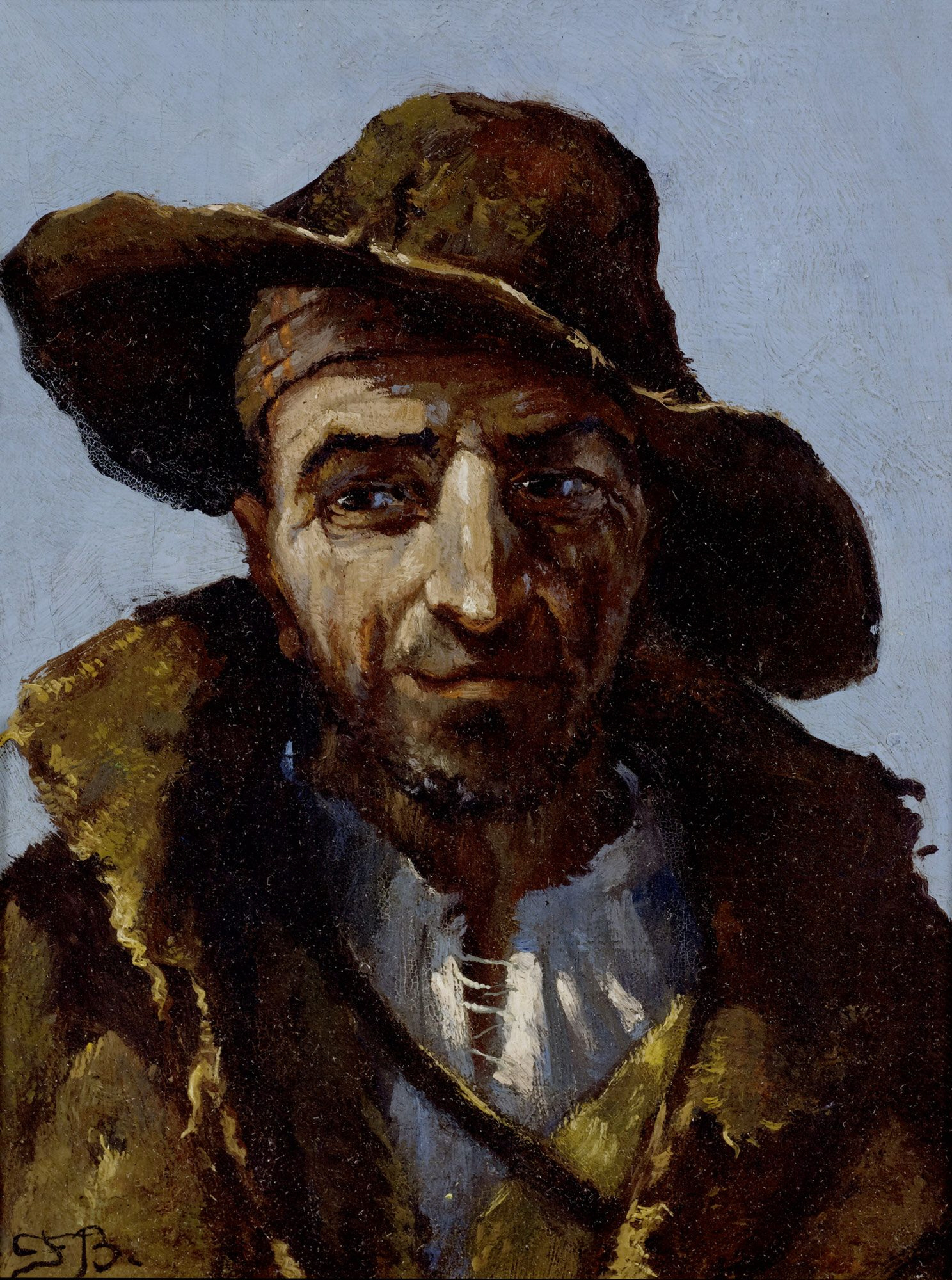
Rolník v klobouku